# Draugen (jeu vidéo)
Draugen est un jeu vidéo d'aventure de mystère à la première personne développé par Red Thread Games. Situé dans les années 1920, l'intrigue implique un naturaliste américain visitant un village de pêcheurs norvégien pour constater que la population de la ville a disparu. Le joueur doit explorer la ville, découvrir son destin et survivre à la nuit. Le jeu met l'accent sur les aspects les plus sinistres du folklore norvégien.

## Système de jeu
Draugen suit Edward Harden et Lissie, à la recherche de la sœur disparue d'Edward Betty à Graavik. Il est divisé en six chapitres, où chaque chapitre représente un jour. Pendant ce temps, Edward et Lissie vont plus loin dans les mystères en trouvant des lettres, en explorant les zones et en rassemblant tous les indices. Dans son récit, Draugen traite certains thèmes, y compris la psychologie, l'isolement et le traumatisme. Il y a une composante interactive, où en plus d'avoir des choix de dialogue, les joueurs sont capables de s'engager avec le monde à travers des objets (dessin dans un journal personnel, jouer sur un piano, sonner des cloches, etc.).

## Développement
Le jeu a été développé pour Windows, Mac et Linux. Il était initialement prévu pour une sortie en novembre 2014, le même mois que Dreamfall Chapters devait faire ses débuts.